# Pavillon des Bains du Roi (Nérac)
Le Pavillon des Bains du Roi est située en France à Nérac, dans le département de Lot-et-Garonne en région Nouvelle-Aquitaine.

## Localisation
La maison est située au bord de la Baïse, accessible par le chemin du Jardin du Roy, à Nérac, dans le département français de Lot-et-Garonne.

## Historique

### Jardins du Roy
C'est à partir de 1529 qu'Henri Ier d'Albret, grand-père d'Henri IV achète des terres à l'extrémité sud de la terrasse du château pour créer un jardin de plaisance connu sous le nom de « Jardins du Roy ». Jardin clos, il se composait d'un jardin d'agrément et d'un verger.
Ce jardin Renaissance, jardin à l'italienne, était inspiré par le Songe de Poliphile. On accédait au jardin par un pavillon-porche aux armes royales. Un pavillon appelé « Palais des Mariannes », a été construit par Jean III d'Albret ou Henri de Navarre. Il a servi de lieu pour les rencontres amoureuses d'Henri de Navarre avec sa maîtresse Marianne Alespée dont il eut un fils, Jean Alespée, chancelier du royaume de Navarre. Marguerite d'Angoulême raconte dans la 59e nouvelle de L'Heptaméron la rencontre d'Henri de Navarre avec sa maîtresse, vers 1542-1543. Ce pavillon existait encore au XIXe siècle.

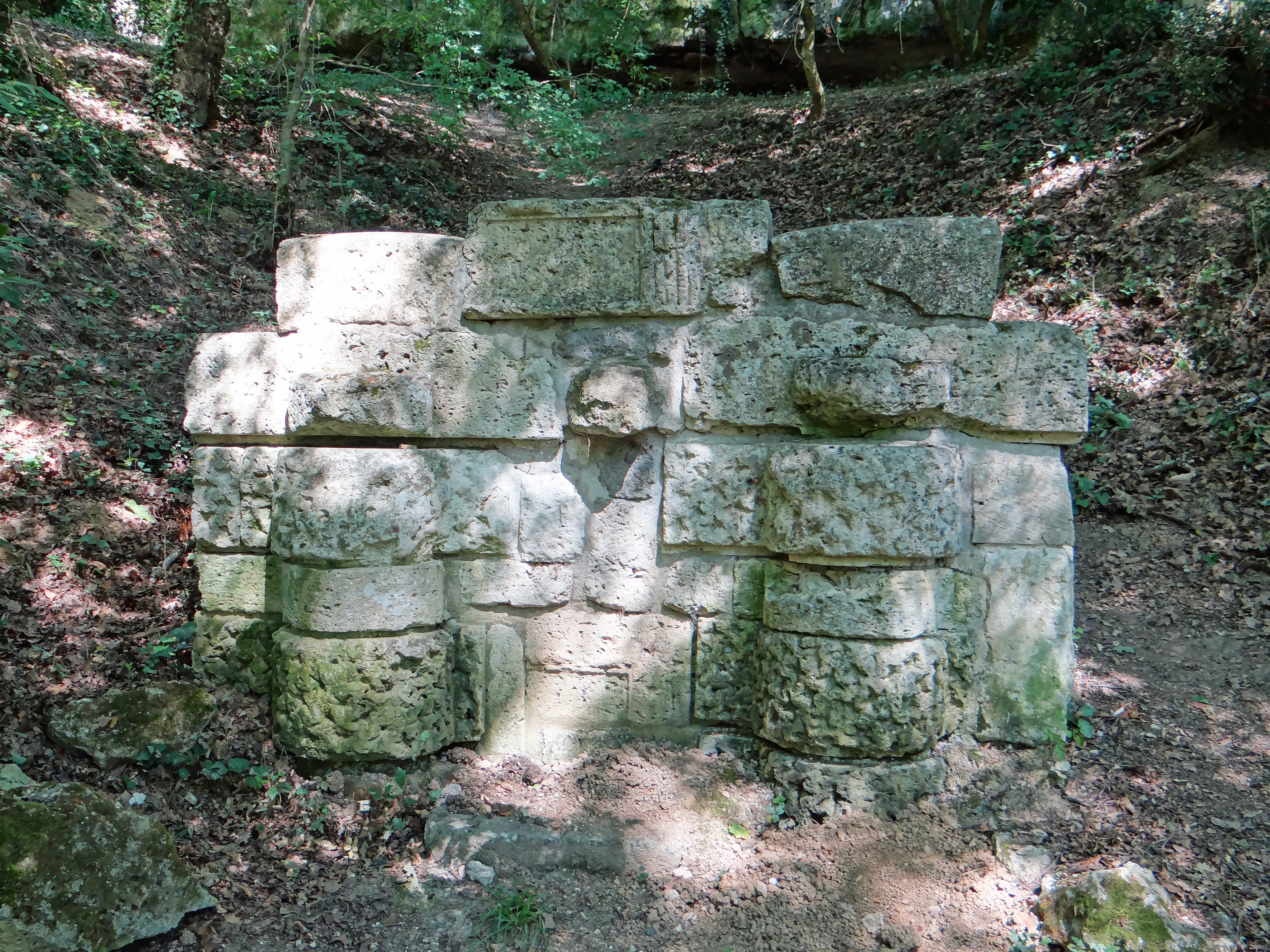
Vestiges de la Fontaine de Las Poupettes dans le parc de la Garenne

Avec Jeanne d'Albret, les jardins du roi se composent de parterres ayant un tracé géométrique.
Pendant son séjour à Nérac, entre 1576 et 1586, Henri IV y a planté une allée d'ormeaux jusqu'à la fontaine de Las Poupettes, construite vers 1580, qui se trouvait à l'extrémité de l'allée, transportée aujourd'hui dans le parc de la Garenne. Il a fait planter des bordures de lauriers et de cyprès, des armes exotiques et des arbres fruitiers. Des architectures de verdure et des terrasses créaient des lieux secrets appelés « cabinets de verdure ». On y a aménagé la maison du jardinier, un pavillon octogonal, et une « tortuguère » servant à l'élevage des tortues.
Après 1621, Louis XIII demande que les Jardins reviennent au domaine de la Couronne. Après la Fronde, des travaux d'entretien sont effectués. Les jardins sont plantés d'arbres fruitiers, vignes et aménagé en potager.
En 1795, les jardins sont vendus aux enchères par lots.
Un petit jardin d'évocation Renaissance a été aménagé en 2008 par l'architecte-paysagiste Hélène Sirieys au droit du pavillon des Bains du Roy, entre le chemin des jardins du roi et le chemin le long de la Baïse. Depuis 2006, la commune de Nérac achète des parcelles de l'ancien Jardin du Roi pour rétablir sa continuité avec le château.

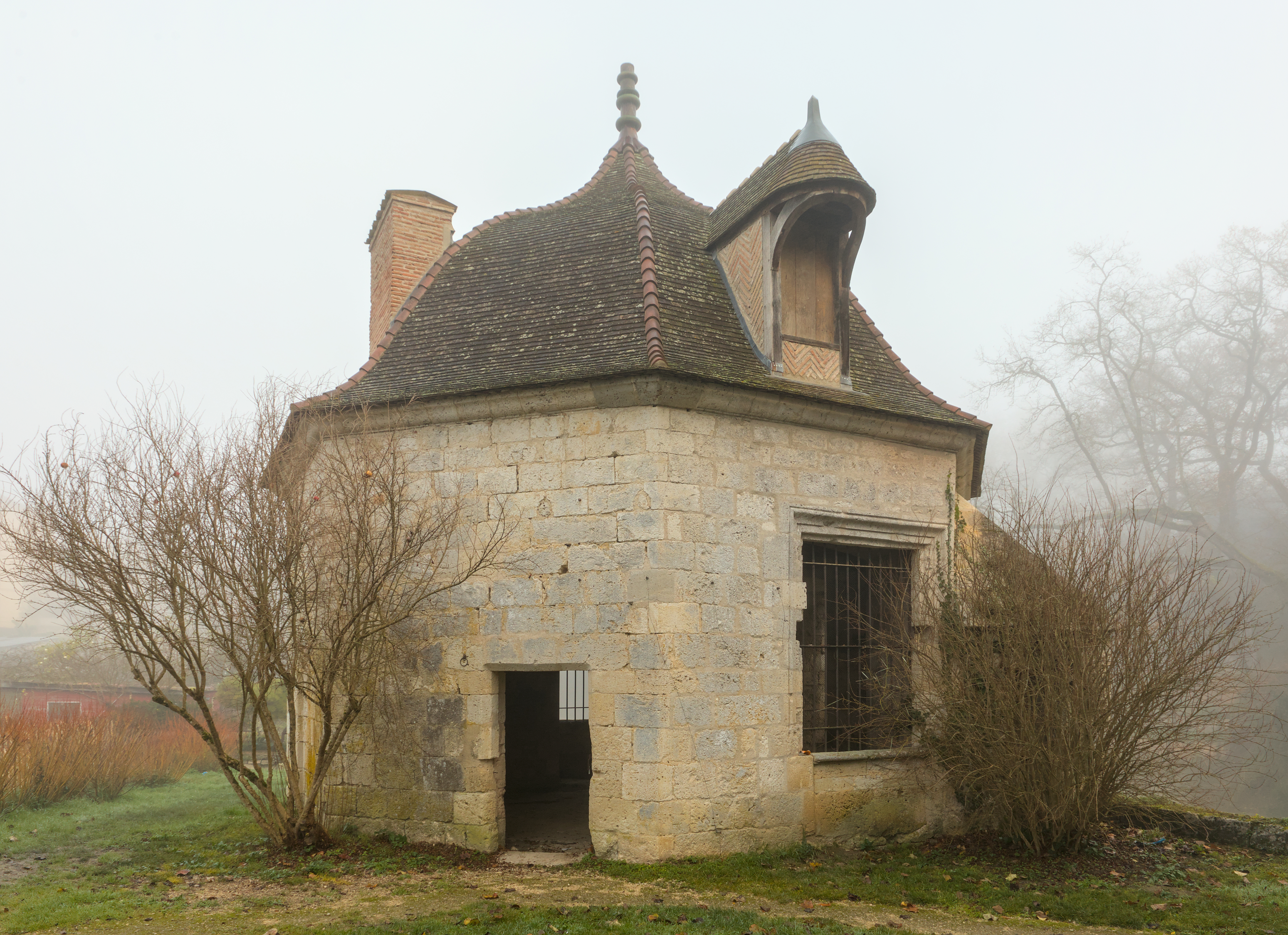
Le Pavillon des Bains du Roi.

### Pavillon des Bains du Roy
Le pavillon octogonal a été construit au milieu du XVIe siècle à l'extrémité des jardins, au bord de la Baïse. Il aurait servi de lieu de collation pendant les promenades de la Cour.
C'est le seul bâtiment utilitaire des Jardins du Roy encore existant. Ce pavillon a pris le nom des Bains du Roy au XIXe siècle.
Le pavillon a été classé au titre des monuments historiques le 25 avril 1931,.

### Liens  externes
- Ressource relative à l'architecture :   - Mérimée
- Ville de Nérac : Nérac site majeur d'Aquitaine
- Conseil général de Lot-et-Garonne : Château de Nérac - Dossier de visite